# دبسيس رملي
دبسيس رملي (الاسم العلمي:Dypsis arenarum) هو نوع من النبات يتبع جنس الدبسيس من الفصيلة الفوفلية.